# گورستان جوزدر ۴
قبرستان جوزدر ۴ مربوط به سده‌های اولیه دوران‌های تاریخی پس از اسلام است و در شهرستان کنارک، بخش زرآباد، دهستان غربی، ۲ کیلومتری شمال غرب جوزدر واقع شده و این اثر در تاریخ ۲۶ اسفند ۱۳۸۷ با شمارهٔ ثبت ۲۵۸۹۸ به‌عنوان یکی از آثار ملی ایران به ثبت رسیده است.